# Accident ferroviari de Nova Zelanda del 1952

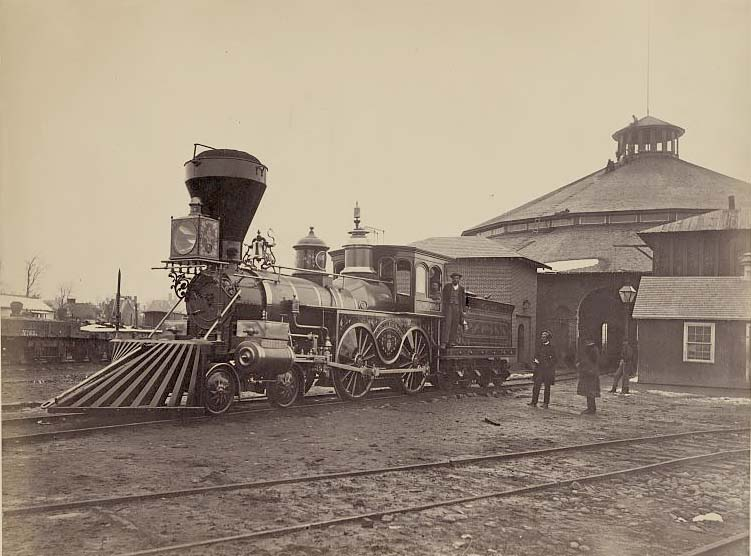
Tren amb característiques semblants al de l'accident del 1952

L'accident ferroviari de Nova Zelanda del 1952 és considerat el pitjor accident ferroviari de Nova Zelanda. Els fets van passar a la nit del 24 de desembre, a la vigília de Nadal de 1952. Wangaehu, un riu de Nova Zelanda aquell dia estava desbordat. Al riu hi havia ponts que creuaven trens i també n'hi havia altres que hi passaven cotxes. Els ponts van quedar completament destruïts. Cap a les 10:45 de la nit, Cyril Ellis, de 27 anys, anava a creuar amb una camioneta el riu. Va haver de frenar de cop i es va quedar perplex: el riu era un torrent molt fort; era tan fort que cobria el pont per complet. Pedres, cendra volcànica i trossos de gel formaven un soroll molt fort. Va baixar de la camioneta per veure millor el que passava i es va esgarrifar en veure un llum d'un tren a la llunyania. Més amunt, a uns 100 metres, hi havia un altre pont on hi passaven trens.
En un primer moment es pensava que era un tren de càrrega, però més endavant va veure que era un tren de passatgers. Aquell tren anava de Wellington a Auckland amb 9 vagons plens de famílies. Moltes famílies estaven ansioses per veure Elisabet II del Regne Unit, que l'havien coronat a Gran Bretanya feia molt poc. El pont estava completament destruït, i desgraciadament els primers 5 vagons van caure al riu. En va quedar un a punt de caure. Cyril Ellis va anar a rescatar la gent del vagó a punt de caure; la gent estava petrificada de por. Desgraciadament el vagó va caure al riu. Per sort, es va aturar a 50 metres més enllà del riu i Ellis juntament amb altra gent van anar a rescatar-los. Ho havia de fer ràpidament perquè el riu estava carregat de pedres i gel i el vagó s'estava omplint d'aigua. Dels 22 passatgers d'aquest vagó es van salvar tots excepte una noia que es va ofegar sota d'un seient. 28 passatgers del primers vagons es van salvar. A mitjanit tot havia acabat.
La cerca de cadàvers es va allargar durant mesos; alguns van aparèixer 25 km riu avall, i hi va haver almenys 20 desapareguts. La xifra oficial va ser 151 morts, de les 285 persones que viatjaven. El país es va quedar perplex. Justament hi havia una gran eufòria nacional, perquè era la primera vegada que la monarquia britànica els visitava. Cada any, al 24 de desembre, el tren redueix la seva velocitat per llençar una corona commemorativa al Wangaehu.